# Hôpital Shriners pour enfants – Canada
L'hôpital Shriners pour enfants – Canada (en anglais : Shriners Hospital for Children – Canada; également connu officieusement sous le nom d'hôpital Shriners de Montréal) est la branche canadienne du réseau des Hôpitaux Shriners pour enfants. Il est situé dans le quartier de Notre-Dame-de-Grâce, à Montréal, au 1003, boulevard Décarie. Il surplombe le centre-ville de Montréal et se trouve à proximité du réseau hospitalier de l'Hôpital Royal Victoria du Centre universitaire de santé McGill (CUSM), auquel il est associé mais pas entièrement affilié.
L'hôpital était auparavant situé au 1529, avenue Cedar, qui était devenu trop petit pour ses opérations. Comme il était entouré par le parc du Mont-Royal, il ne pouvait pas s'agrandir à cet endroit avant d'être déplacé vers le nouvel emplacement en 2015.
L'Hôpital Shriners pour enfants, avec l'Université McGill, a été nommé en première position mondiale en matière d'expertise en ostéogenèse imparfaite (OI) avec les chercheurs Frank Rauch, classé premier, et Francis H. Glorieux, classé troisième

## Histoire

### Incertitude politique avant la délocalisation
Après des années de querelles au sein des Shriners et au Québec, un vote général des Shriners doit décider de l'avenir de l'hôpital canadien. Initialement prévu pour déménager sur le nouveau superhôpital du CUSM, le projet avait été retardé de plus d'une décennie avant d'être finalement déplacé en 2015. Cependant, le retard s'est avéré décisif pour que le nouveau président des Shriners veuille que l'hôpital quitte Montréal. Le Centre hospitalier pour enfants de l’est de l’Ontario a d'abord soutenu Montréal, mais s'il devait déménager, il le voulait à Ottawa. Un emplacement à Ottawa n'aurait pas beaucoup affecté l'accès aux patients du nord-est des États-Unis ou de l'est du Canada, étant seulement à environ 200 kilomètres de Montréal. Le président des Shriners a évoqué la menace potentielle de l'indépendance du Québec pour motiver le départ de la province. Le comité de recherche a conclu qu'il était préférable de déménager à London, en Ontario. Cependant, les Shriners d'Ottawa, du Québec, de l'est du Canada et du nord-est des États-Unis s'opposent à cette décision. Un vote a lieu par les membres Shriners lors de la réunion à Baltimore le 5 juillet 2005. Sur un total de 1214 votes, 608 ont voté en faveur de rester à Montréal, 605 de déménager à London et un vote a été rejeté. Les Shriners de London ont retiré leur résolution le 12 avril 2006.
Deux ans plus tard, insatisfaits de la décision précédente, les Shriners de London ont décidé d'invoquer une résolution de dernière minute pour déplacer à nouveau l'hôpital, se basant sur le fait que le gouvernement du Québec continuait toujours de retarder le projet ou de décontaminer complètement le terrain où l'hôpital doit être construit. La question a été tranchée par un autre vote qui a eu lieu le 3 juillet 2007. Encore une fois, le vote a basculé en faveur de rester à Montréal, 75 % des membres ayant voté contre le déménagement. Malgré la décision, la construction a encore été retardée et seulement 90% des terres ont été décontaminées. En 2010, la construction du nouveau super hôpital était encore retardée et, avec elle, le nouvel hôpital Shriners a également été retardé. Les Shriners de London ont promis de réessayer de déplacer l'hôpital en Ontario.

### Déménagement
Le 13 octobre 2011, la cérémonie officielle d'inauguration des travaux du nouvel hôpital Shriners a eu lieu, sur le site du superhôpital du CUSM. Deux ans plus tard, alors que la construction était bien avancée, une cérémonie de la pierre angulaire a eu lieu le 22 septembre 2013. Le nouveau bâtiment Shriners a été achevé en 2015. Le nouvel hôpital, situé au 1003 Decarie, ouvre ses portes en octobre 2015.